# Élections législatives de 1928 dans les Landes
Les élections législatives françaises de 1928 ont lieu les 22 et 29 avril. Les électeurs du département des Landes élisent 4 députés à la Chambre. Les quatre siègent sont remportés par les quatre députés sortants du parti républicain radical et radical-socialiste.

## Élus
| Circonscription                        | Député sortant  | Groupe politique | Groupe politique | Député élu                                                           | Groupe politique | Groupe politique | Autre fonction en 1928                   |
| -------------------------------------- | --------------- | ---------------- | ---------------- | -------------------------------------------------------------------- | ---------------- | ---------------- | ---------------------------------------- |
| Arrondissement de Dax                  | Robert Lassalle |                  | PRRRS            | Robert Lassalle                                                      |                  | PRRRS            | Conseiller général (canton de Soustons). |
| Arrondissement de Mont-de-Marsan (1re) | Léo Bouyssou    | Léo Bouyssou     | PRRRS            | Conseiller général (canton de Sabres), président du conseil général. |                  | PRRRS            |                                          |
| Arrondissement de Mont-de-Marsan (2e)  | Gaston Lalanne  | Gaston Lalanne   | PRRRS            | Conseiller général (canton de Hagetmau).                             |                  | PRRRS            |                                          |
| Arrondissement de Saint-Sever          | Pierre Deyris   | Pierre Deyris    | PRRRS            | Maire de Tartas, conseiller général (canton de Tartas-Ouest).        |                  | PRRRS            |                                          |

## Résultats à l’échelle du département
| Parti    | Parti                                           | Premier tour | Premier tour | Second tour, | Second tour, |
| Parti    | Parti                                           | Voix         | %            | Voix         | %            |
| -------- | ----------------------------------------------- | ------------ | ------------ | ------------ | ------------ |
|          | Parti républicain radical et radical socialiste | 37 156       | 49,98        | 18 412       | 54,06        |
|          | Alliance démocratique                           | 23 867       | 28,08        | 13 169       | 38,67        |
|          | Parti communiste-SFIC                           | 3 626        | 4,88         |              |              |
|          |                                                 |              |              |              |              |
| Inscrits | Inscrits                                        | 84 983       | 100,0        | 38 962       | 100,00       |
| Votants  | Votants                                         | 74 338       | 87,47        | 34 056       | 87,41        |

## Résultats par circonscription

### Arrondissement de Dax
| Candidats      | Candidats           | Étiquette                        | Premier tour | Premier tour |
| Candidats      | Candidats           | Étiquette                        | Voix         | %            |
| -------------- | ------------------- | -------------------------------- | ------------ | ------------ |
|                | Robert Lassalle     | Radical socialiste               | 11 113       | 51,03        |
|                | Joseph Defos du Rau | Républicain de gauche (AD, PDP)  | 9 490        | 43,58        |
|                | Jean Bébé (d)       | Bloc ouvrier et paysan (PC-SFIC) | 1 174        | 5,39         |
|                |                     |                                  |              |              |
| Inscrits       | Inscrits            | Inscrits                         | 25 247       | 100,00       |
| Votants        | Votants             | Votants                          | 22 157       | 87,76        |
| Abstention     | Abstention          | Abstention                       | 3 090        | 12,24        |
| Blancs et nuls | Blancs et nuls      | Blancs et nuls                   | 380          | 1,72         |
| Exprimés       | Exprimés            | Exprimés                         | 21 777       | 98,28        |

### Arrondissement de Mont-de-Marsan

#### 1recirconscription
| Candidats      | Candidats      | Étiquette                        | Premier tour | Premier tour |
| Candidats      | Candidats      | Étiquette                        | Voix         | %            |
| -------------- | -------------- | -------------------------------- | ------------ | ------------ |
|                | Léo Bouyssou   | Radical socialiste               | 11 404       | 64,03        |
|                | Dumoret        | Républicain de gauche (AD)       | 5 487        | 30,81        |
|                | Lasmaries      | Bloc ouvrier et paysan (PC-SFIC) | 920          | 5,17         |
|                |                |                                  |              |              |
| Inscrits       | Inscrits       | Inscrits                         | 20 774       | 100,00       |
| Votants        | Votants        | Votants                          | 18 125       | 87,25        |
| Abstention     | Abstention     | Abstention                       | 2 149        | 12,75        |
| Blancs et nuls | Blancs et nuls | Blancs et nuls                   | 314          | 1,73         |
| Exprimés       | Exprimés       | Exprimés                         | 17 811       | 98,27        |

#### 2decirconscription
| Candidats      | Candidats      | Étiquette                        | Premier tour   | Premier tour   | Second tour | Second tour |
| Candidats      | Candidats      | Étiquette                        | Voix           | %              | Voix        | %           |
| -------------- | -------------- | -------------------------------- | -------------- | -------------- | ----------- | ----------- |
|                | Gaston Lalanne | Radical socialiste               | 5 426          | 38,27          | 6 975       | 50,27       |
|                | Sourbès        | Radical (AD)                     | 4 850          | 34,21          | 6 758       | 48,70       |
|                | Maurice Damour | Républicain de gauche            | 3 069          | 21,65          | 45          | 0,32        |
|                | Lassalle       | Bloc ouvrier et paysan (PC-SFIC) | 833            | 5,88           | 98          | 0,71        |
|                |                |                                  |                |                |             |             |
| Inscrits       | Inscrits       | Inscrits                         | Inscrits       | Inscrits       | 16 984      | 100,00      |
| Votants        | Votants        | Votants                          | Votants        | Votants        | 14 630      | 86,14       |
| Abstention     | Abstention     | Abstention                       | Abstention     | Abstention     | 2 354       | 1,16        |
| Blancs et nuls | Blancs et nuls | Blancs et nuls                   | Blancs et nuls | Blancs et nuls | 452         | 3,09        |
| Exprimés       | Exprimés       | Exprimés                         | Exprimés       | Exprimés       | 14 178      | 96,91       |

### Arrondissement de Saint-Sever
| Candidats      | Candidats      | Étiquette                        | Premier tour   | Premier tour   | Second tour | Second tour |
| Candidats      | Candidats      | Étiquette                        | Voix           | %              | Voix        | %           |
| -------------- | -------------- | -------------------------------- | -------------- | -------------- | ----------- | ----------- |
|                | Pierre Deyris  | Radical socialiste               | 9 213          | 48,72          | 11 437      | 63,09       |
|                | Compeyrot      | Républicain de gauche (AD)       | 4 040          | 21,36          | 6 411       | 35,37       |
|                | Castéra        | Républicain radical              | 2 843          | 15,03          | 26          | 0,14        |
|                | Labarthe       | Républicain de gauche            | 2 116          | 11,19          | 97          | 0,53        |
|                | Mora           | Bloc ouvrier et paysan (PC-SFIC) | 699            | 3,70           | 157         | 0,86        |
|                |                |                                  |                |                |             |             |
| Inscrits       | Inscrits       | Inscrits                         | Inscrits       | Inscrits       | 21 978      | 100,00      |
| Votants        | Votants        | Votants                          | Votants        | Votants        | 19 426      | 88,39       |
| Abstention     | Abstention     | Abstention                       | Abstention     | Abstention     | 2 552       | 11,61       |
| Blancs et nuls | Blancs et nuls | Blancs et nuls                   | Blancs et nuls | Blancs et nuls | 515         | 2,65        |
| Exprimés       | Exprimés       | Exprimés                         | Exprimés       | Exprimés       | 18 911      | 97,34       |